# 郡山車站 (福島縣)
郡山車站（日语：〔〕／〔〕 Kōriyama eki */?）是位於日本福島縣郡山市燧田，隸屬於東日本旅客鐵道（JR東日本）與日本貨物鐵道（JR貨物）的鐵路車站。本站是東北新幹線（以及自東北新幹線延伸出的山形新幹線）沿線車站，也是主要幹線鐵路東北本線、磐越西線與地方支線磐越東線和水郡線的交會車站（水郡線的實際終點是在隔鄰的安積永盛，但行駛於該線的列車都是至本站折返），是郡山市的主車站也是福島縣境內的大型轉運站之一。
為了與奈良縣的同名車站區別，在本站購買到的車票上，會打上「(北)郡山」的站名。2002年（平成14年）入選東北車站百選。

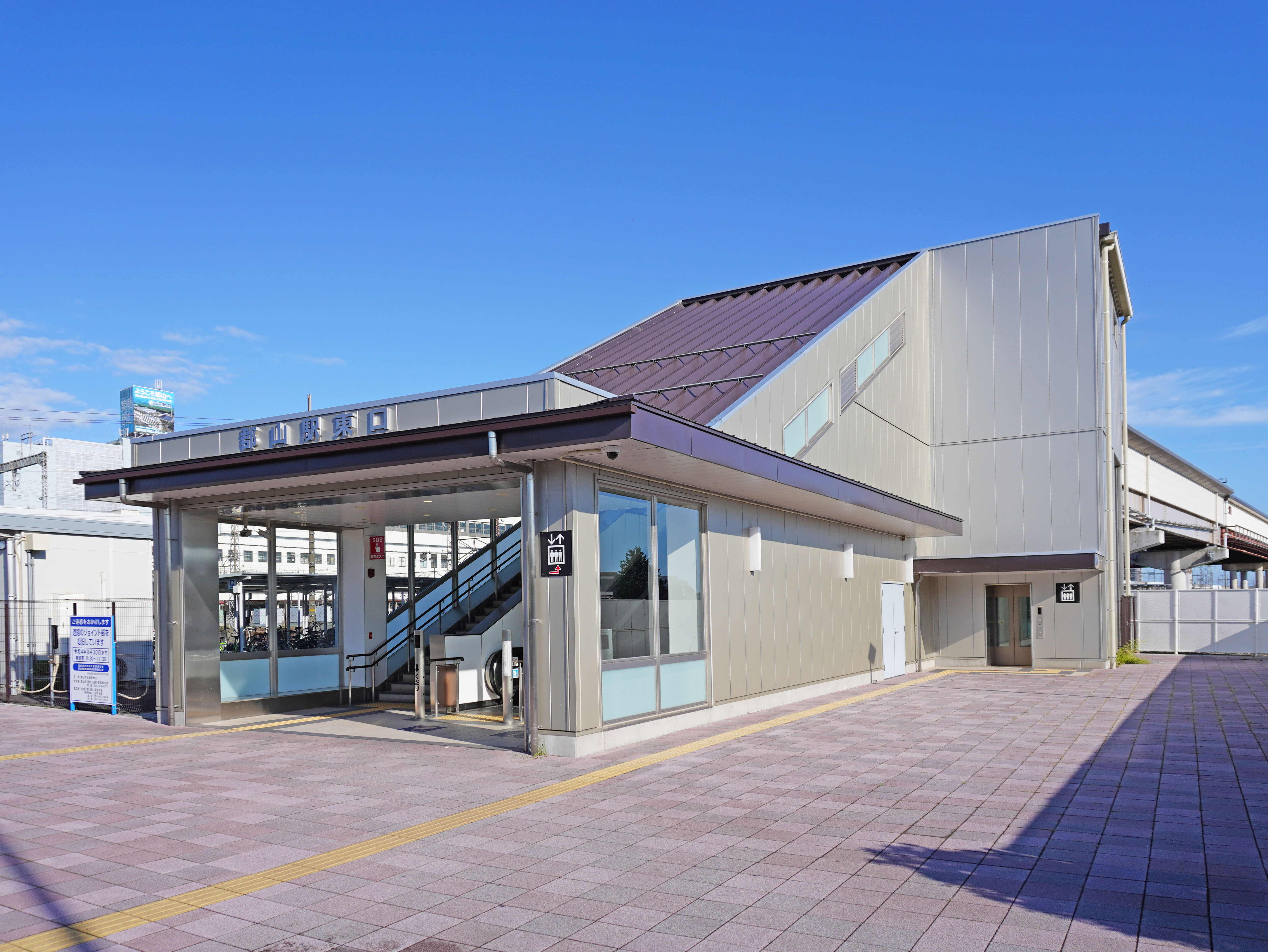
東口（2022年9月）

## 車站構造
此站擁有兩層月台，其中位於三樓的高架月台是由東北新幹線所使用，而在來線則是使用一樓的月台區。新幹線部分配置有一座島式月台與一座側式月台共三條乘車線（11～13號線），而在來線部分則是兩座島式月台與一座側式月台，共五條乘車線（1～6號線）。
除了客運業務外，站內也有JR貨物所屬的貨運站區，除了是貨運專用路線的分岔站之外，每天也有固定的貨運列車班次往返於其他貨運車站間，站區內配置大量停車與調度用的側線。在專用線方面，日本石油輸送擁有一條與磐越東線平行的石油運輸專用路線，由郡山連往1.5公里外由日本石油總站（日本オイルターミナル）郡山營業所所擁有的廠區。在過去包括緊鄰車站東側的保土谷化學工業、日東紡績與住友水泥都曾擁有過運送化學藥品與水泥專用的鐵路線，但已在近年陸續裁撤。
本站每日有兩班次的貨運列車往返千葉貨運站（包含一列專用貨物列車與一列高速貨物列車），另外與川崎貨運站及仙台北港車站之間也有每日一班次的定期往返列車。

新幹線
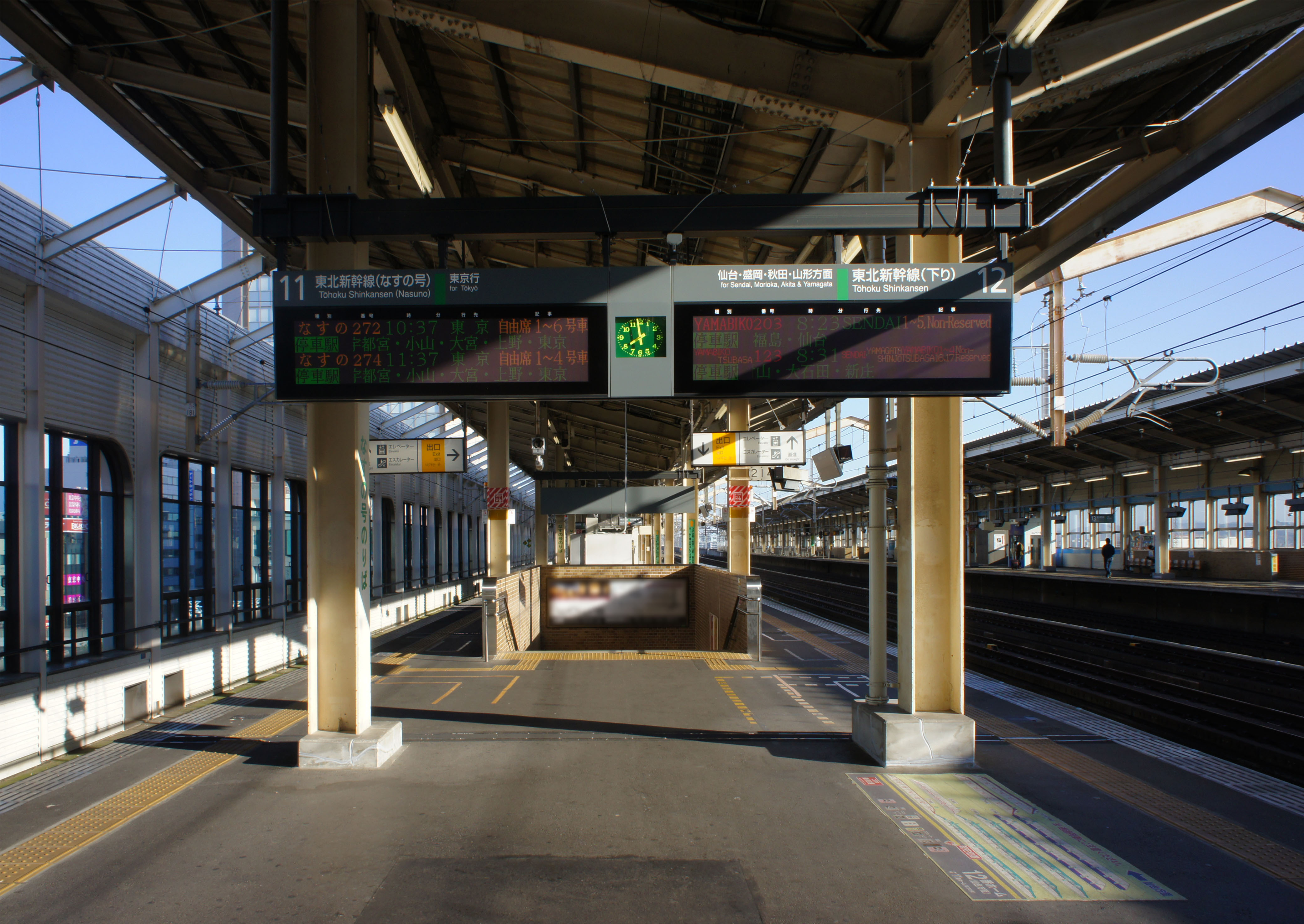
新幹線11號與12號月台（2021年10月）
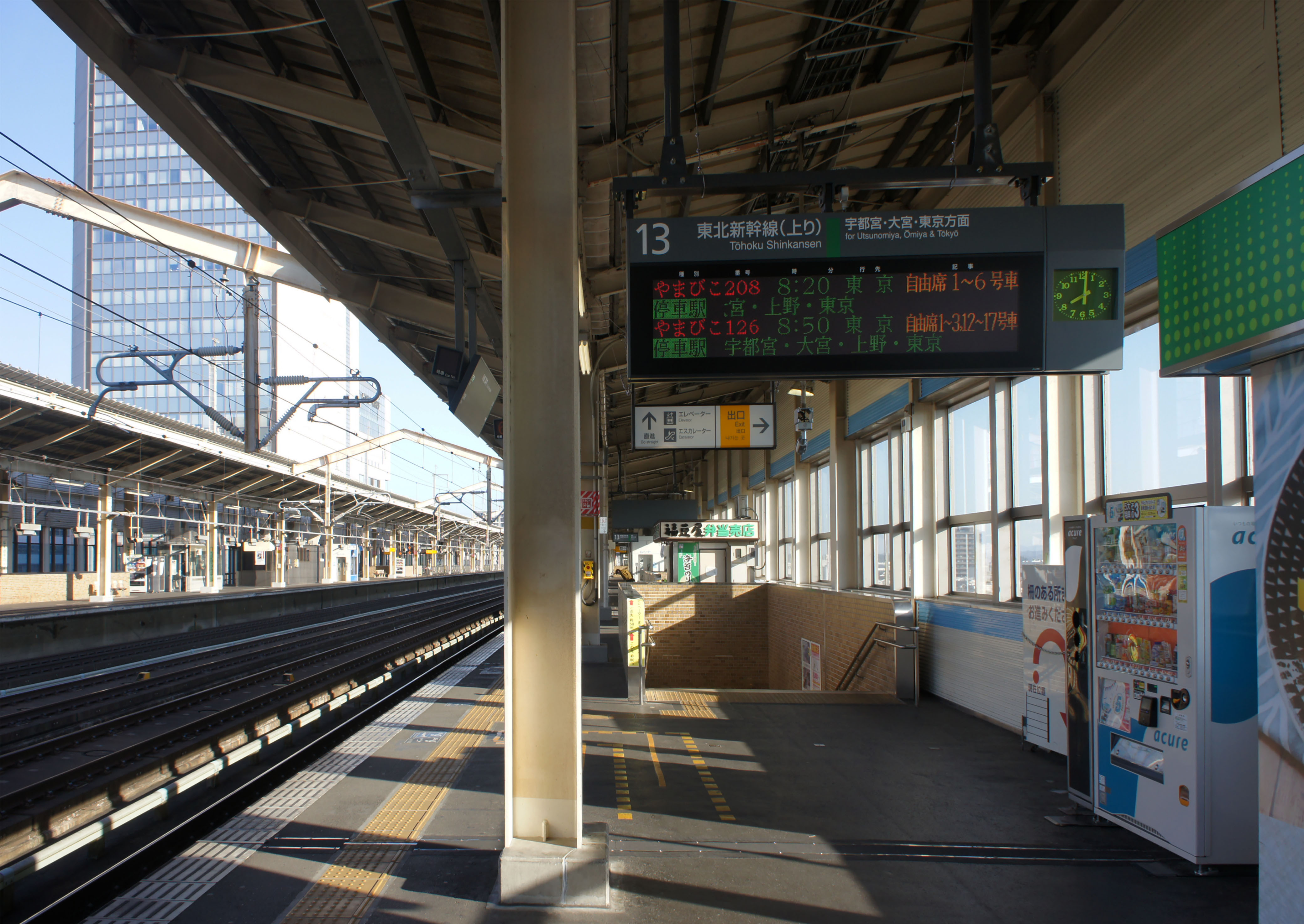
新幹線13號月台（2021年10月）
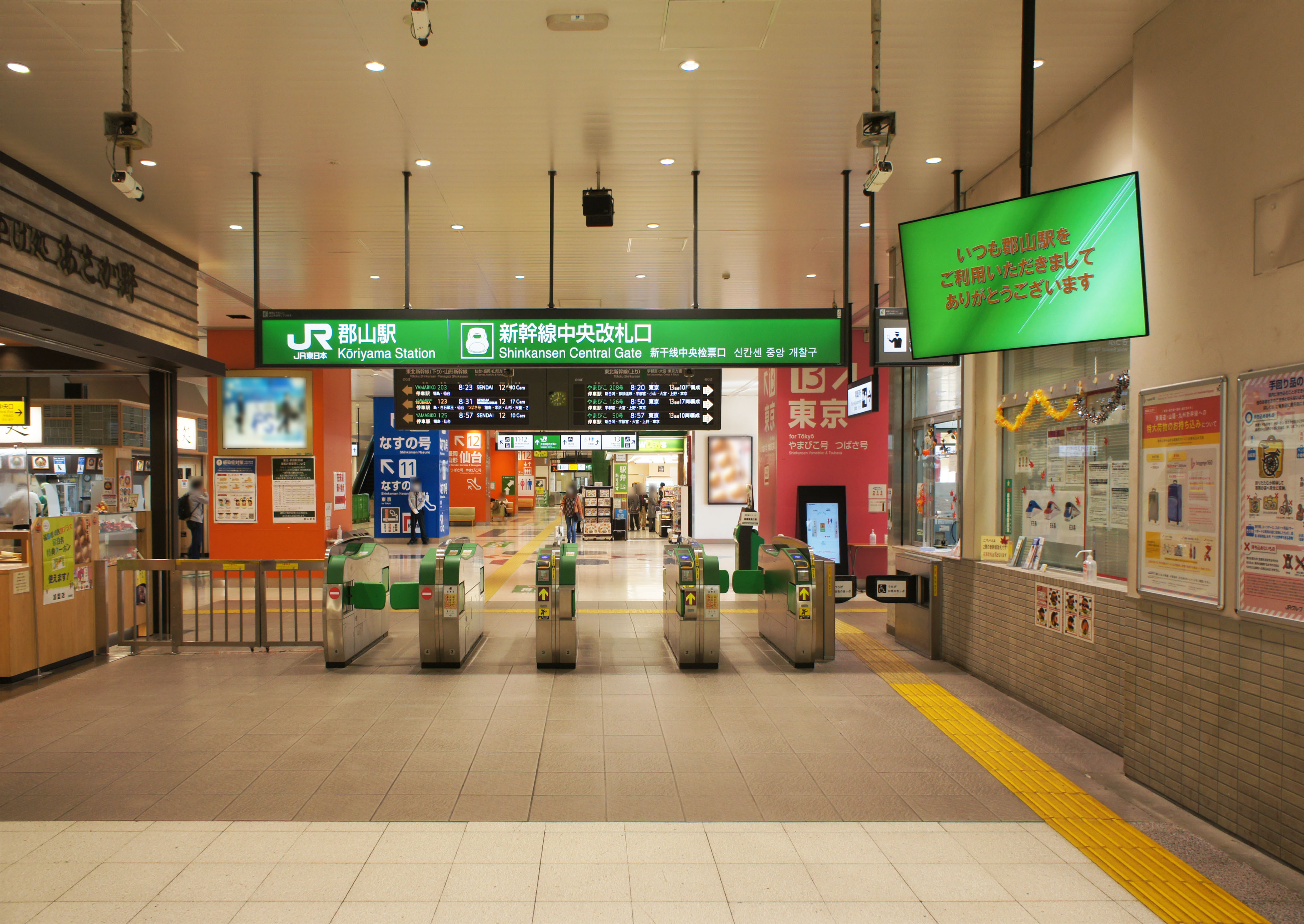
新幹線中央閘口（2021年10月）
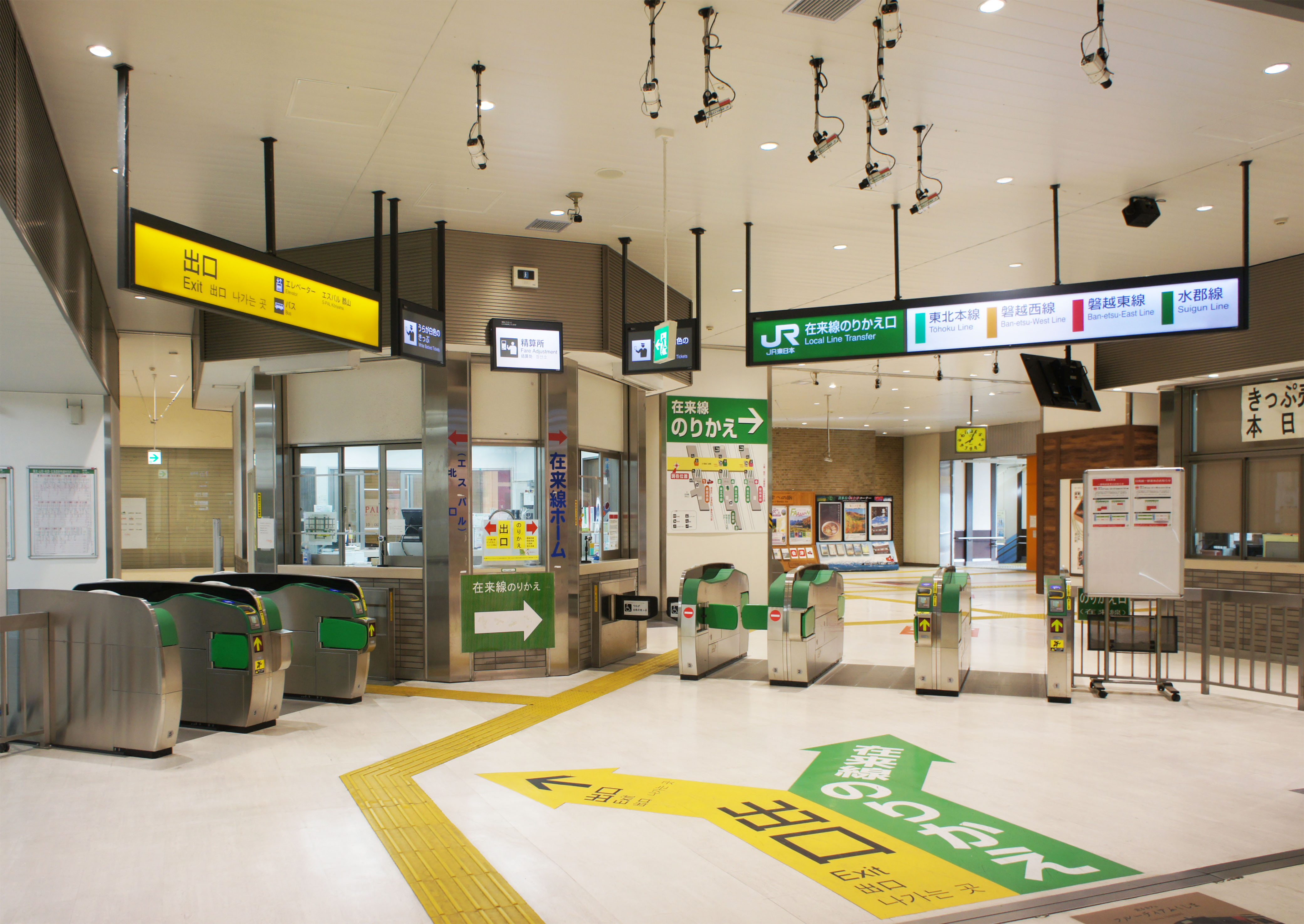
新幹線北口（S-PAL口）檢票（左）與在來線・新幹線乗換檢票口（右）（2021年10月）
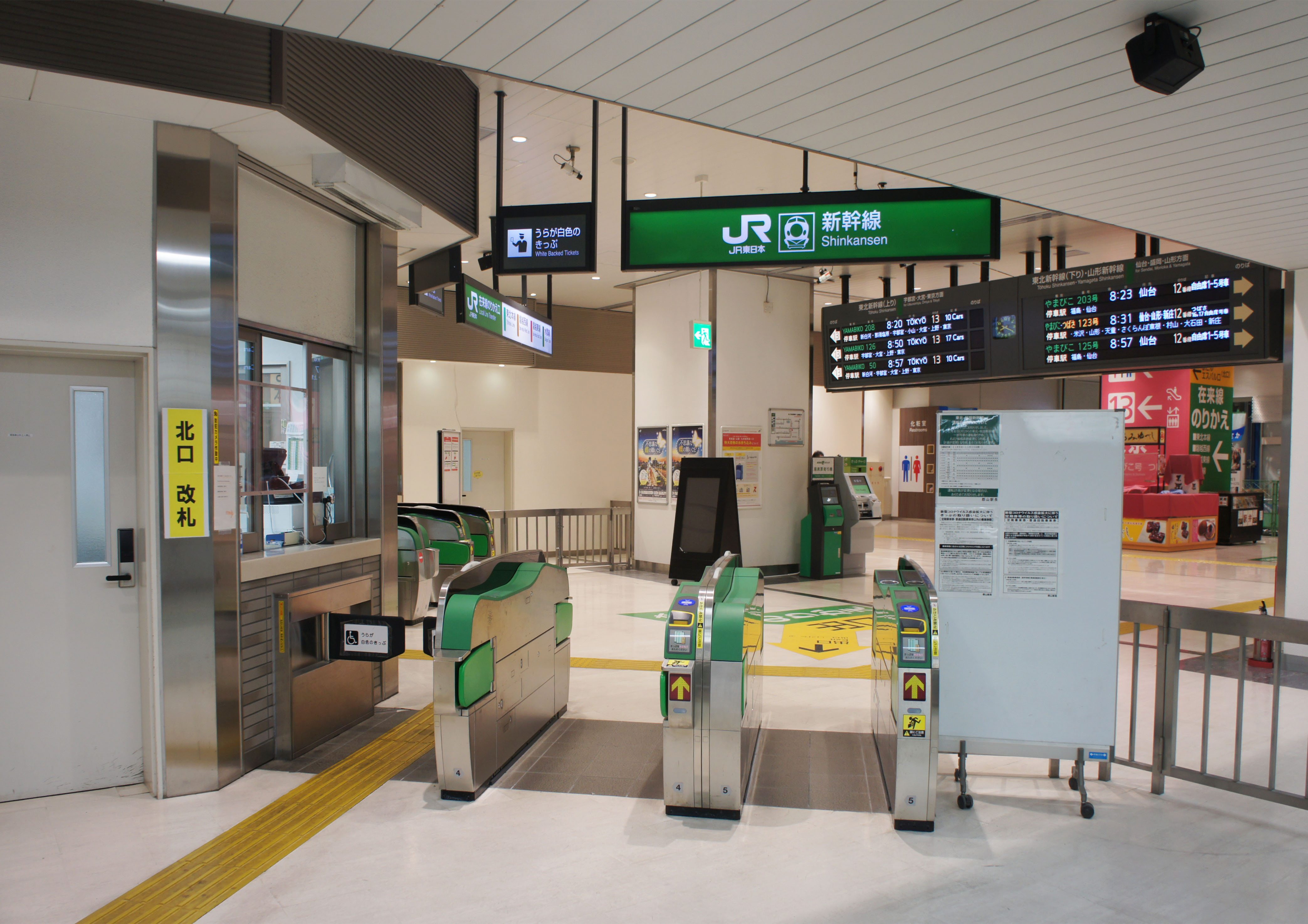
新幹線北口（S-PAL口）檢票（2021年10月）

在來線
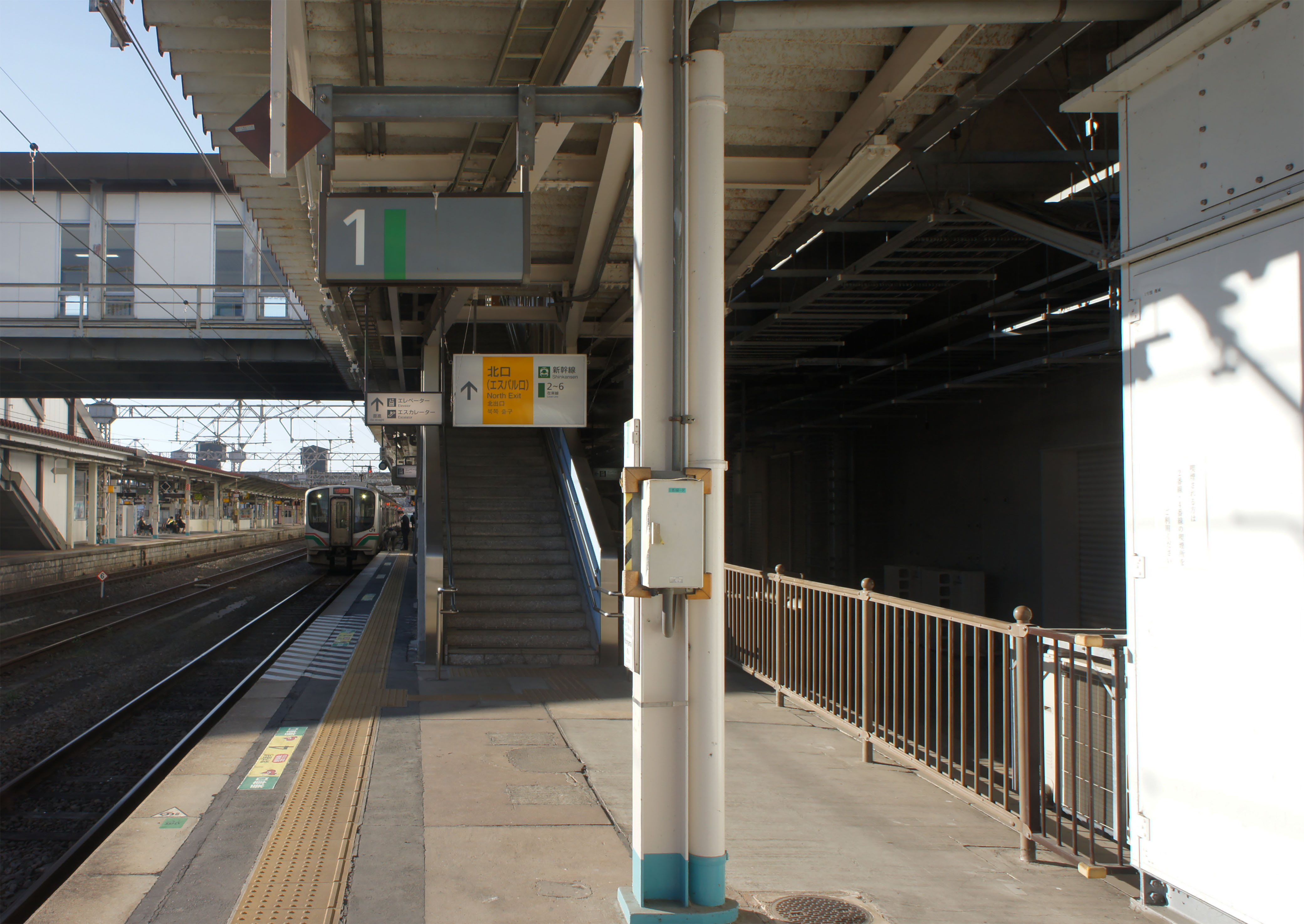
在來線1號月台（2021年10月）
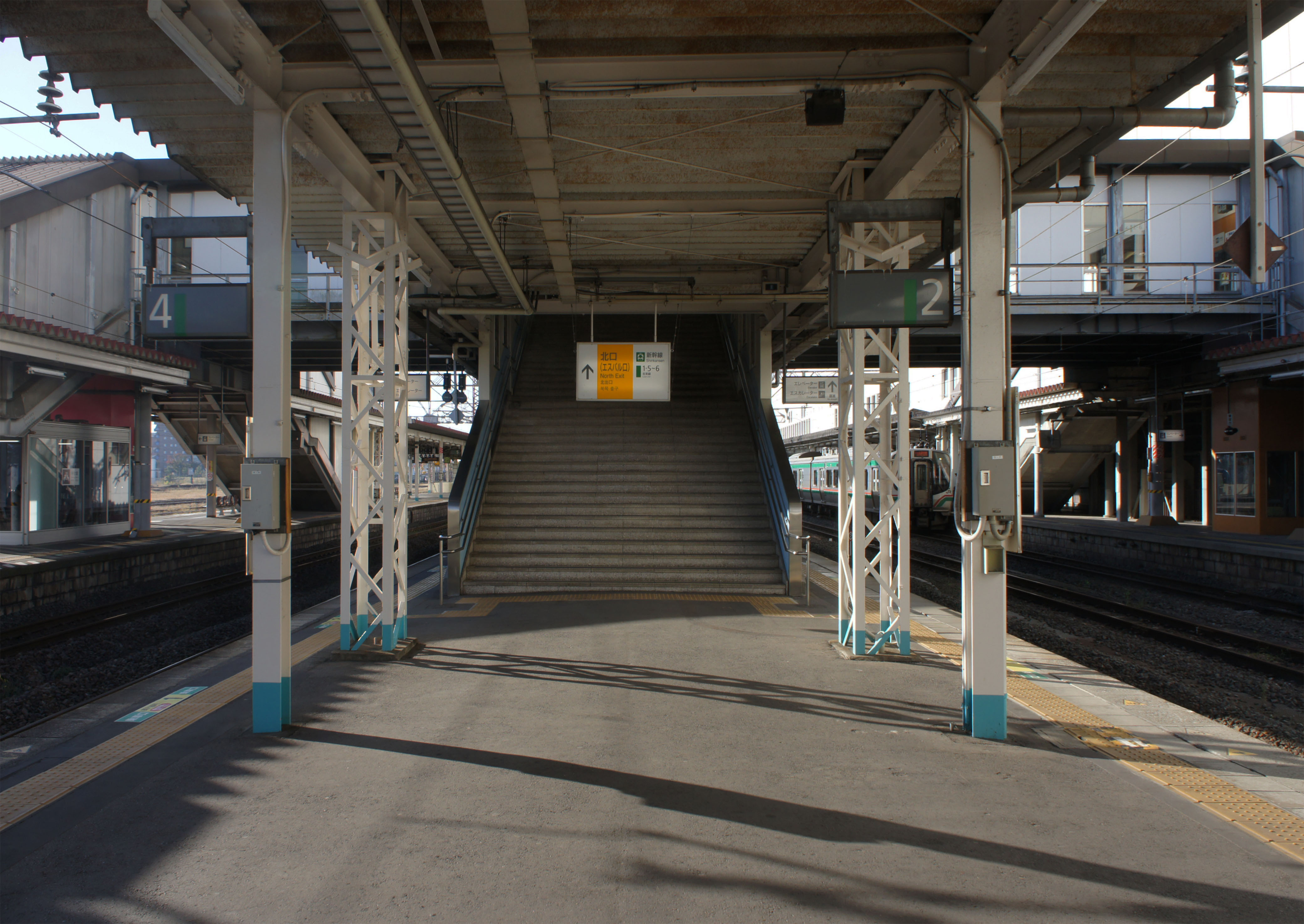
在來線2號與4號月台（2021年10月）
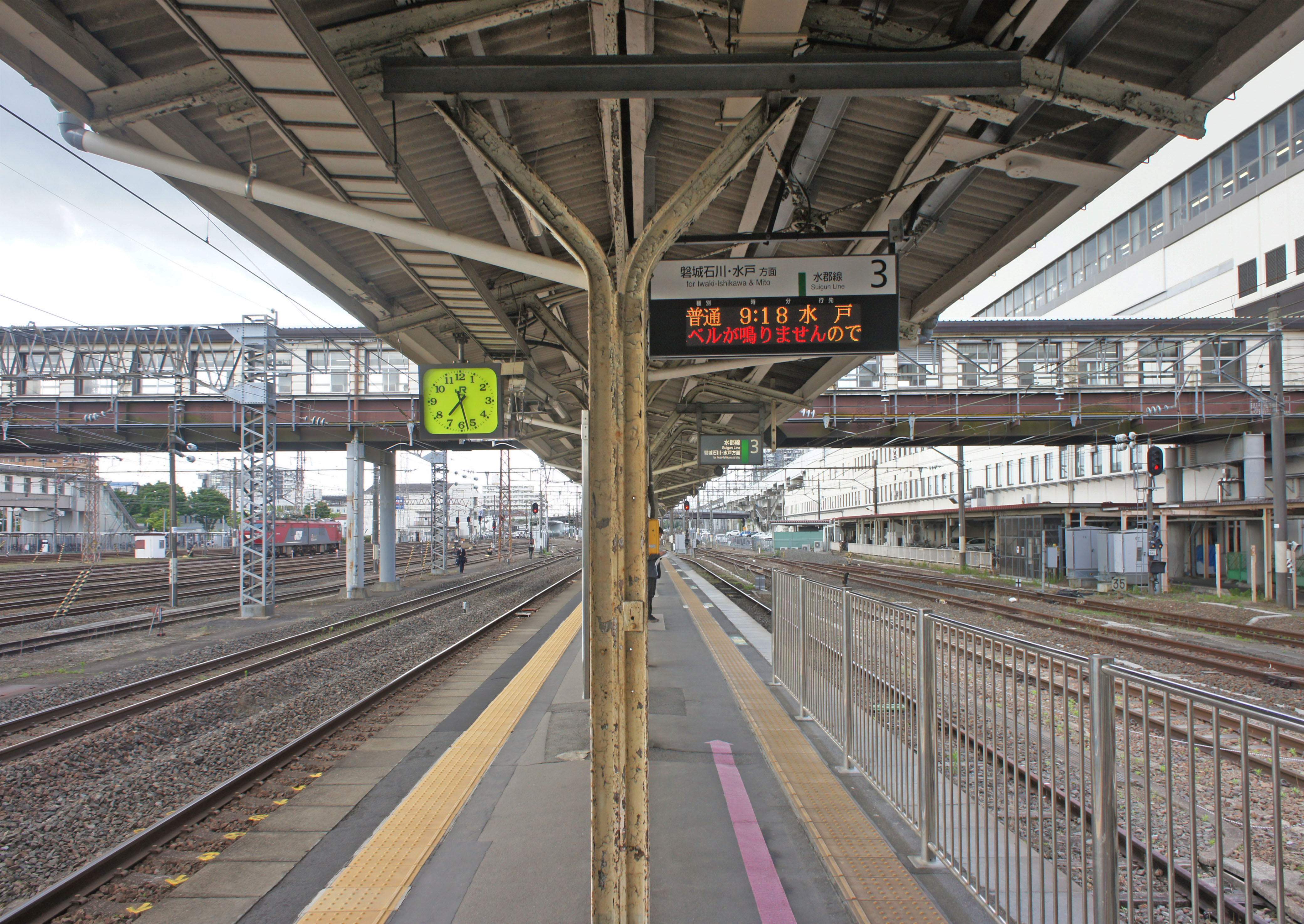
在來線3號月台（2022年5月）
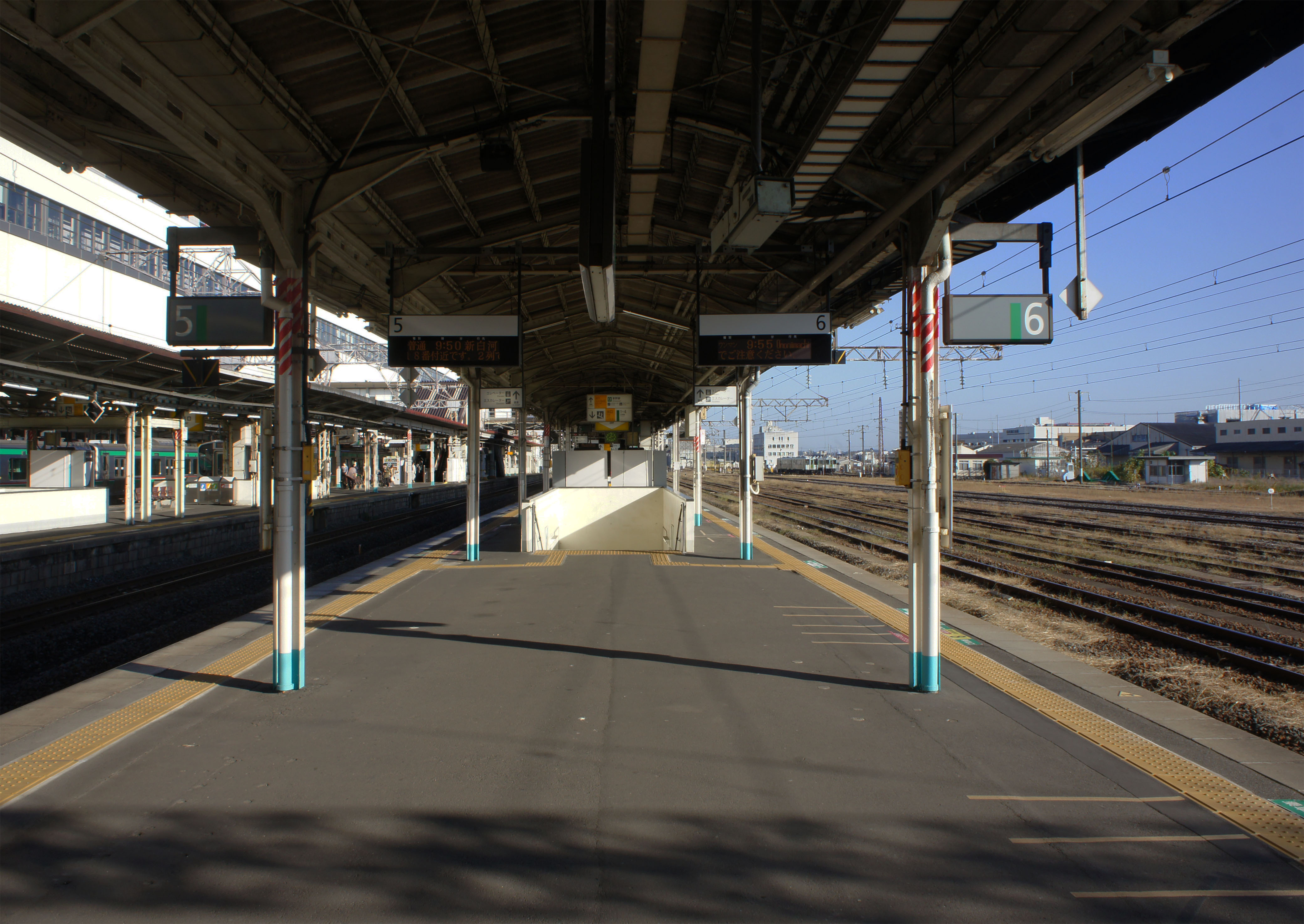
在來線5號與6號月台（2021年10月）
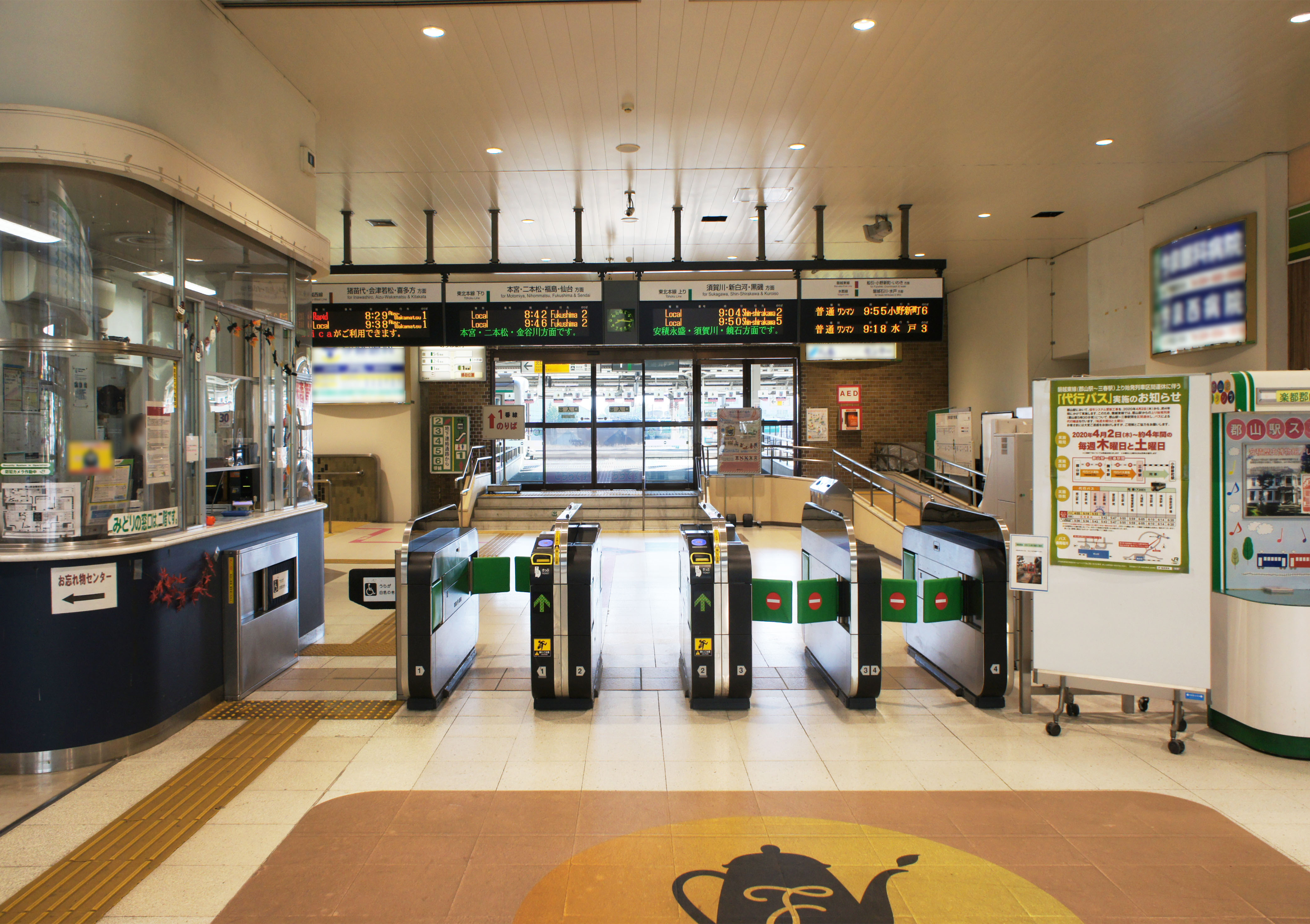
在來線中央閘口（2021年10月）
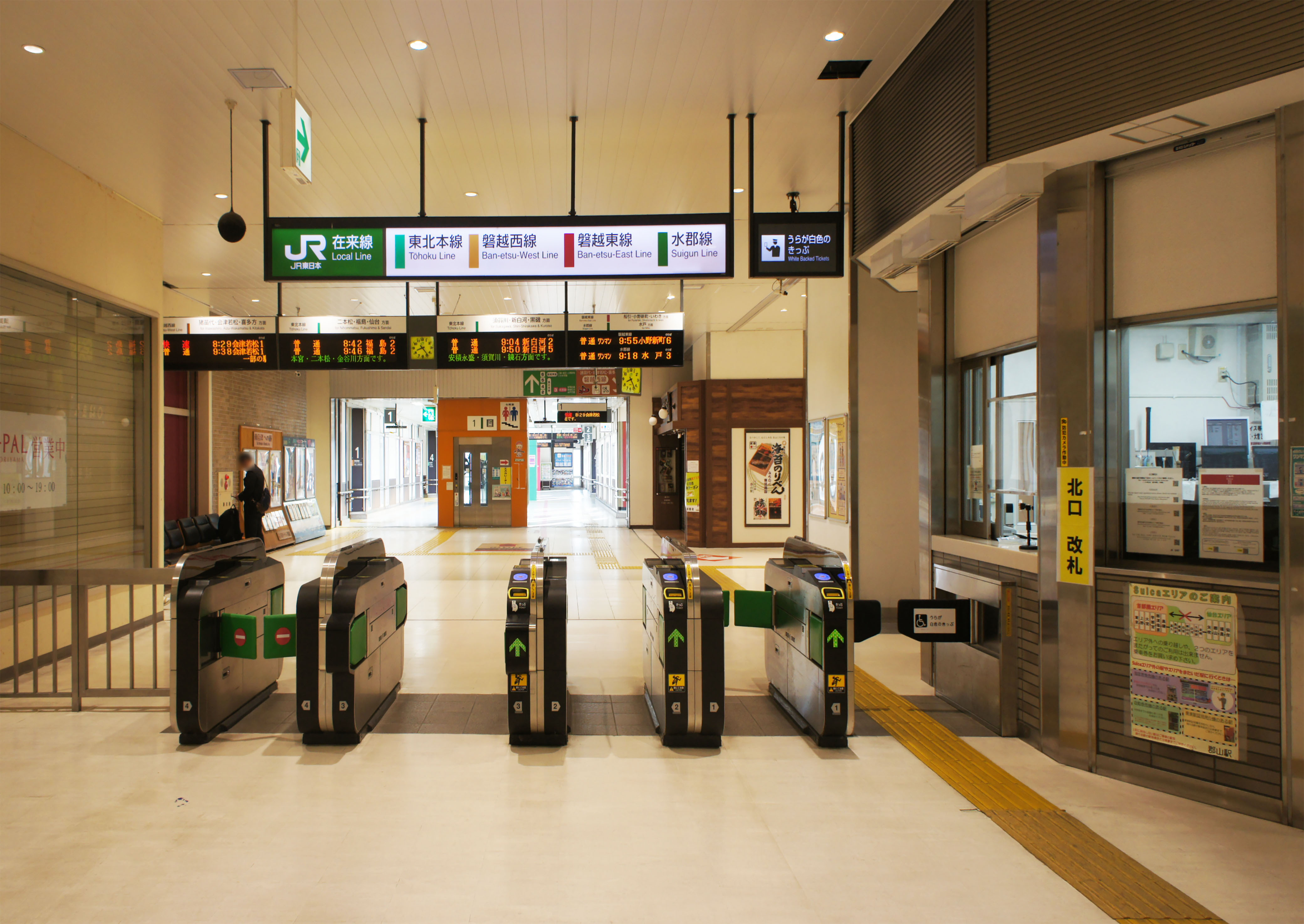
在來線北口（S-PAL口）檢票（2021年10月）

### 月台配置
| 在來線  |            |          |                              |
| 月台    | 路線       | 方向     | 目的地                       |
| 1       | ■磐越西線  |          | 豬苗代、會津若松、喜多方方向 |
| 3       | ■水郡線    |          | 磐城石川、水戶方向           |
| 2、4、5 | ■東北本線  | （上行） | 須賀川、白河、黑磯方向       |
| 2、4、5 | ■東北本線  | （下行） | 二本松、福島、仙台方向       |
| 6       | ■磐越東線  |          | 船引、小野新町、磐城站方向   |
| 新幹線  |            |          |                              |
| 11      | 東北新幹線 | （上行） | 往東京（那須野號）           |
| 12      | 東北新幹線 | （下行） | 福島、仙台、盛岡方向         |
| 12      | 山形新幹線 | （下行） | 米澤、山形、新方向           |
| 13      | 東北新幹線 | （上行） | 大宮、東京方向               |

### 發車音樂
- 2015年4月1日開始，為配合福島縣郡山市的宣傳活動及促進地方活化，JR東日本分別選定福島縣出身的流行音樂團體GReeeeN在2008年時推出的兩首單曲——《奇跡》（キセキ）和《扉（日语：扉 (GReeeeNの曲)）》——作為新幹線和在來線的月台發車音樂，取代原本的首都圈型音樂（由五感工房（日语：五感工房）製作的《JR-SH-2》）。

## 相鄰車站
東日本旅客鐵道
東北、山形、秋田、北海道新幹線
新白河－郡山－福島
■東北本線
安積永盛－郡山－日和田
■水郡線
安積永盛－郡山
■磐越西線
□臨時快速「會津」（福島DC（Destination Campaign）期間的五、六、日與黃金週運行）
郡山－（部分停靠喜久田） - 磐梯熱海
□快速、■普通
郡山－郡山富田
■磐越東線 
舞木－郡山

## 外部連結
- JR東日本－郡山車站 （页面存档备份，存于）（日語）

37°23′55″N 140°23′19″E / 37.39861°N 140.38861°E